# Tour de Lombardie 1939
Le Tour de Lombardie 1939 est la 35e édition de cette course cycliste. Il est remporté par Gino Bartali, à Milan.

## Classement final
| Pos. | Coureur           | Pays   | Équipe | Temps             |
| ---- | ----------------- | ------ | ------ | ----------------- |
| 1    | Gino Bartali      | Italie |        | en 6 h 51 min 5 s |
| 2    | Adolfo Leoni      | Italie |        | + 3 min 35 s      |
| 3    | Salvatore Crippa  | Italie |        | + 3 min 35 s      |
| 4    | Osvaldo Bailo     | Italie |        | + 3 min 35 s      |
| 5    | Guerrino Tomasoni | Italie |        | + 3 min 35 s      |
| 6    | Olimpio Bizzi     | Italie |        | + 3 min 35 s      |
| 7    | Severino Canavesi | Italie |        | + 6 min 41 s      |
| 8    | Secondo Magni     | Italie |        | + 7 min 16 s      |
| 9    | Glauco Servadei   | Italie |        | + 7 min 16 s      |
| 10   | Aimone Landi      | Italie |        | + 7 min 16 s      |